# Большая Алексеевка (Воронежская область)
Больша́я Алексе́евка — село в Аннинском районе Воронежской области.
Входит в состав Хлебородненского сельского поселения.

## География
Расположено в лесостепной полосе России, близ рек Большой и Малый Курлак.

### Улицы
- ул. 3 Порядок,
- ул. Алексеевская,
- ул. Центральная.

## Население
| 2005 | 2010 |
| ---- | ---- |
| 271  | ↘234 |